# Kieren Hutchison
Kieren Hutchison (né le 9 octobre 1974 à Auckland en Nouvelle-Zélande) est un acteur néo-zélandais.

## Vie privée
Il est marié à l'actrice Nicole Tubiola depuis le 10 août 2003. Le couple a eu un garçon, Quinn, né le 5 septembre 2007.

## Filmographie
L'acteur a joué dans le film No one can hear you, un thriller; et dans Sea of fear qui n'a pas été sorti en français.
- 1990 : Les nouvelles aventures des Robinson Suisses : Ernst Robinson
- 1990 : La légende de Guillaume Tell : Guillaume Tell
- 1995 : Xena, la guerrière : Talos (saison 1 épisode 9)
- 2004-2005, 2008 : Les Frères Scott : Andy Hargrove
- 2004 : Charmed : Mitch (saison 6, Épisode 18 : La Femme-araignée)
- 2005 : Wildfire : Kerry Connelly
- 2008 : Périls sur la terre (Polar Opposites) de Fred Olen Ray (TV) : Docteur Bradley
- 2009 : Ghost Whisperer (saison 4,épisode 19)
- 2009 : La Jeune fille aux fleurs (Flower Girl) (TV) : Stephen Banks
- 2010 : Les Experts Manhattan : Finnegan Hansard (saison 6, épisode 17)
- 2010 : Castle (Saison 3, épisode 2): Cody Donelly

Il a également fait quelques apparitions dans la série Xena, la guerrière ou encore Charmed
- 2013 : Grimm (Saison 2, épisode 15): Andre / M.. Sandman
- 2014 : Entre le cœur et la raison (Perfect on Paper) (TV)  : Bob Lewis (dans lequel il a joué aux côtés de Drew Fuller)
- 2019 : ma fille enlevée a 12 ans : tim